# زيد بن الحسن الفائشي
هو زيد بن الحسن بن محمد بن الحسن بن أحمد بن ميمون بن عبد الله بن عبد الحميد الفائشي.

## حياته
ولد في القرن السادس الهجري ليلة الجمعة لخمسة عشر ليلة خلت من شوال سنة (458هـ/1066م) وتوفي في وحاظة بقرية الجعامي (528هـ/1134م) وهو ابن سبعون عاماُ.

## طلبه للعلم
كان كثير التجوال في البلاد اليمنية، يرحل للعلماء إلى بلادهم , تفقه على يد كثير من العلماء، وحج مرارًا، وجاور في مكة المكرمة والمدينة المنورة؛ فأخذ العلم عن بعض علمائهما.

### شيوخه
الفقيه (الحسين الطبري)
الفقيه (أبونصر البندنيجي)
العلامة (أبومخلد الطبري)
إمام المقام (عبد الملك بن أبي مسلم النهاوندي).

### شيوخه في اليمن
الفقيه (أسعد بن الهيثم)
العلامة (إسحاق الصردفي)
الفقيه (أبوبكر بن جعفر بن عبد الرحيم المخائي)
الفقيه (يعقوب بن أحمد)
الفقيه (مقبل بن محمد بن زهير)
الفقيه (إبراهيم بن أبي عباد)
العلامة (عيسى بن إبراهيم الربعي)
الفقيه (إسماعيل بن المبلول) .

### تلاميذه
تتلمذ على يديه كثير من طلبة العلم :
منهم الإمام (يحيى بن أبي الخير العمراني)
العلامة (عمر بن علقمة)
(عمر بن عبد الله بن قلامة)
الحافظ (علي بن أبي بكر بن حمير بن فضل)
كما أخذ عنه أولاده الثلاثة (أحمد) و(القاسم) و(علي) فكان يقول لهم: (أحمد أقرؤكم، وعلي أكتبكم، والقاسم أفقهكم).

## القضاء
كان قد تولى القضاء لسلطان أسعد بن وائل الحميري.